# Velasio De Paolis
Velasio de Paolis, C.S., (Sonnino, 19 de septiembre de 1935 - Roma, 9 de septiembre de 2017) fue un jurista, canonista y cardenal italiano. 

## Biografía
Profesó en la Congregación de los Misioneros de San Carlos el 4 de octubre de 1958. Poco después, el 18 de marzo de 1961, fue ordenado sacerdote. 
Fue enviado posteriormente a Roma a estudiar y obtuvo la licenciatura en Derecho en la Universidad La Sapienza, la licenciatura en Teología por la Universidad Pontificia de Santo Tomás de Aquino y un doctorado en Derecho Canónico por la Pontificia Universidad Gregoriana. Posteriormente, comenzó a enseñar teología moral y derecho canónico en Roma y sirvió en varias posiciones dentro de su orden religiosa.
Fue consultor de varias Congregaciones de la curia romana: La Congregación para las Iglesias Orientales, la Congregación para los Institutos de Vida Consagrada y las Sociedades de Vida Apostólica, el Tribunal Supremo de la Signatura Apostólica y el Pontificio Consejo para los Textos Legislativos.
Fue nombrado obispo titular de Telepte en el 2003, Secretario de la Signatura Apostólica el 30 de diciembre de 2003 y recibió la ordenación episcopal el 21 de febrero de 2004 con 68 años. El 12 de abril de 2008 fue promovido al cargo de presidente de la Prefectura para Asuntos Económicos de la Santa Sede. El 21 de septiembre de 2011, Benedicto XVI le aceptó la renuncia presentada por motivos de edad. El papa Benedicto XVI lo creó cardenal en el Consistorio del 20 de noviembre de 2010.
Falleció el 9 de septiembre de 2017 a los 81 años de edad, después de una larga batalla contra el cáncer. Fue enterrado en el Cementerio comunal monumental Campo Verano.

### Cargos en la curia romana
Fue miembro de:
- Congregación para el Culto Divino y la Disciplina de los Sacramentos.

- Congregación para las Causas de los Santos.

- Pontificio Consejo para los Textos Legislativos.

- Tribunal Supremo de la Signatura Apostólica.

- Administración del Patrimonio de la Sede Apostólica (APSA). El 28 de octubre de 2014 fue confirmado como miembro de la Administración del Patrimonio de la Santa Sede.[5]

El 9 de julio de 2010 fue nombrado Delegado Pontificio para la Congregación de los Legionarios de Cristo. 

## Posiciones

### Sínodo sobre la familia
En 2014, con la vista puesta en el Sínodo sobre la familia convocado por el Papa Francisco publicó, junto con los también cardenales, Walter Brandmüller, Carlo Caffarra, Gerhard L. Müller y Raymond L. Burke, el arzobispo Cyril Vasil’, y los expertos Robert Dodaro, O.S.A., Paul Mankowski, S.J., y John M. Rist, el libro Permanecer en la Verdad de Cristo. Matrimonio y Comunión en la Iglesia católica, en el que los autores "demuestran cómo, examinando los textos bíblicos fundamentales y recurriendo a las fuentes patrísticas, no es posible invocar sic et simpliciter la «tolerancia» -defendida por Kasper- para reconocer la facultad de acceder al sacramento de la Eucaristía por parte de quienes han contraído matrimonio civil tras el divorcio".

## Obras

### Libros:
- Los bienes temporales de la Iglesia (2012).

- Normas generales (2013).

- La vida consagrada en la Iglesia (2014).

- Matrimonio de evangelización. Cuestiones de teología y derecho canónico (2016).

- Las sanciones penales en la Iglesia (2023). Escrito en colaboración con Roberto Serres.

### Colaboración en obras colectivas:
- "Los divorciados vueltos a casar y los sacramentos de la Eucaristía y de la Penitencia", en Permanecer en la verdad de Cristo. Matrimonio y comunión en la Iglesia Católica (2014, 1ª ed.).